# زاوية سيدي عبد القادر (تونس)
زاوية سيدي عبد القادر(المحكمة الشّرعية سابقا) هي زاوية من زوايا مدينة تونس العتيقة، كانت مخصّصة لإقامة طقوس الطريقة القادرية.

## الموقع

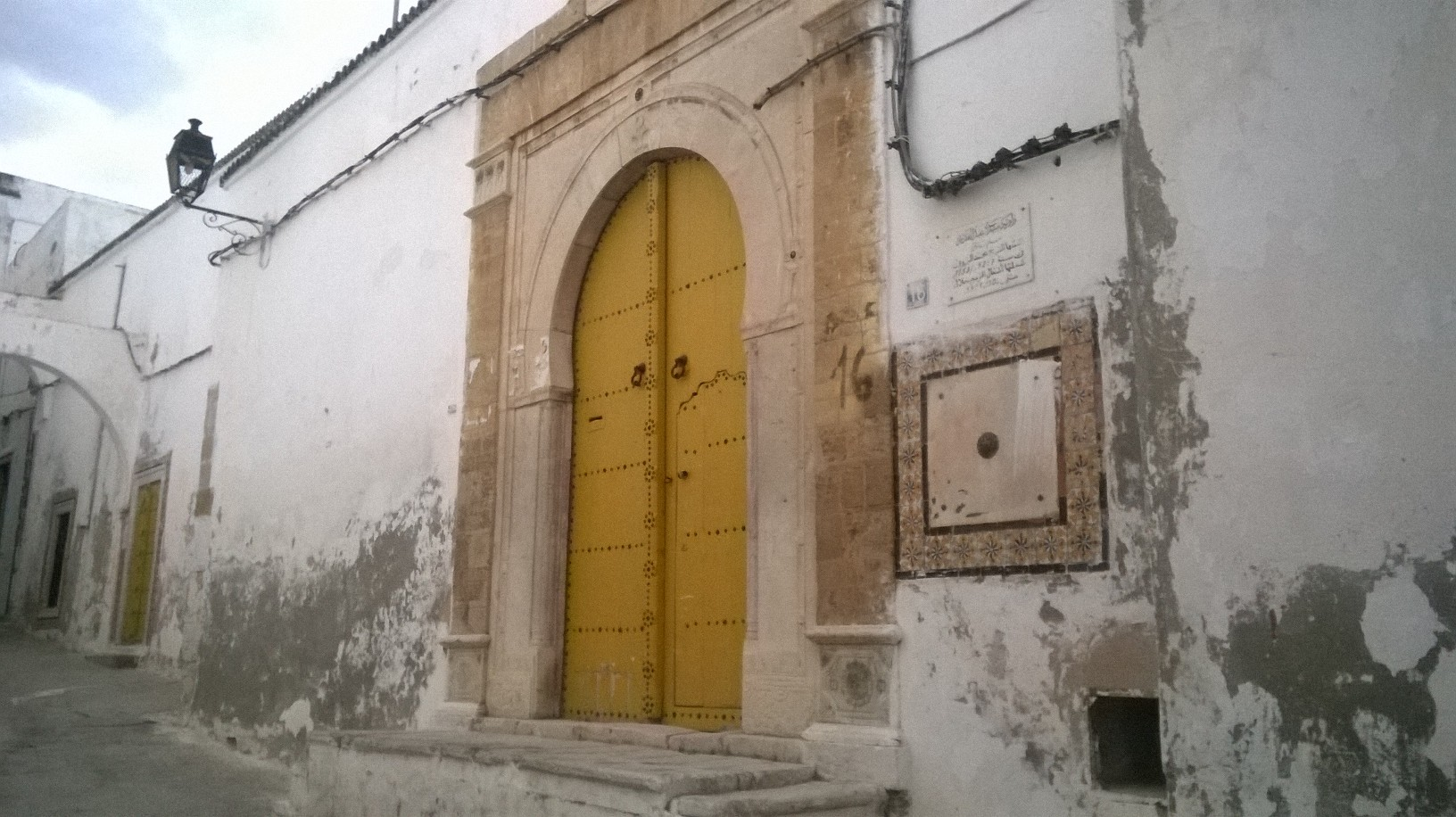
زاوية سيدي عبدالقادر

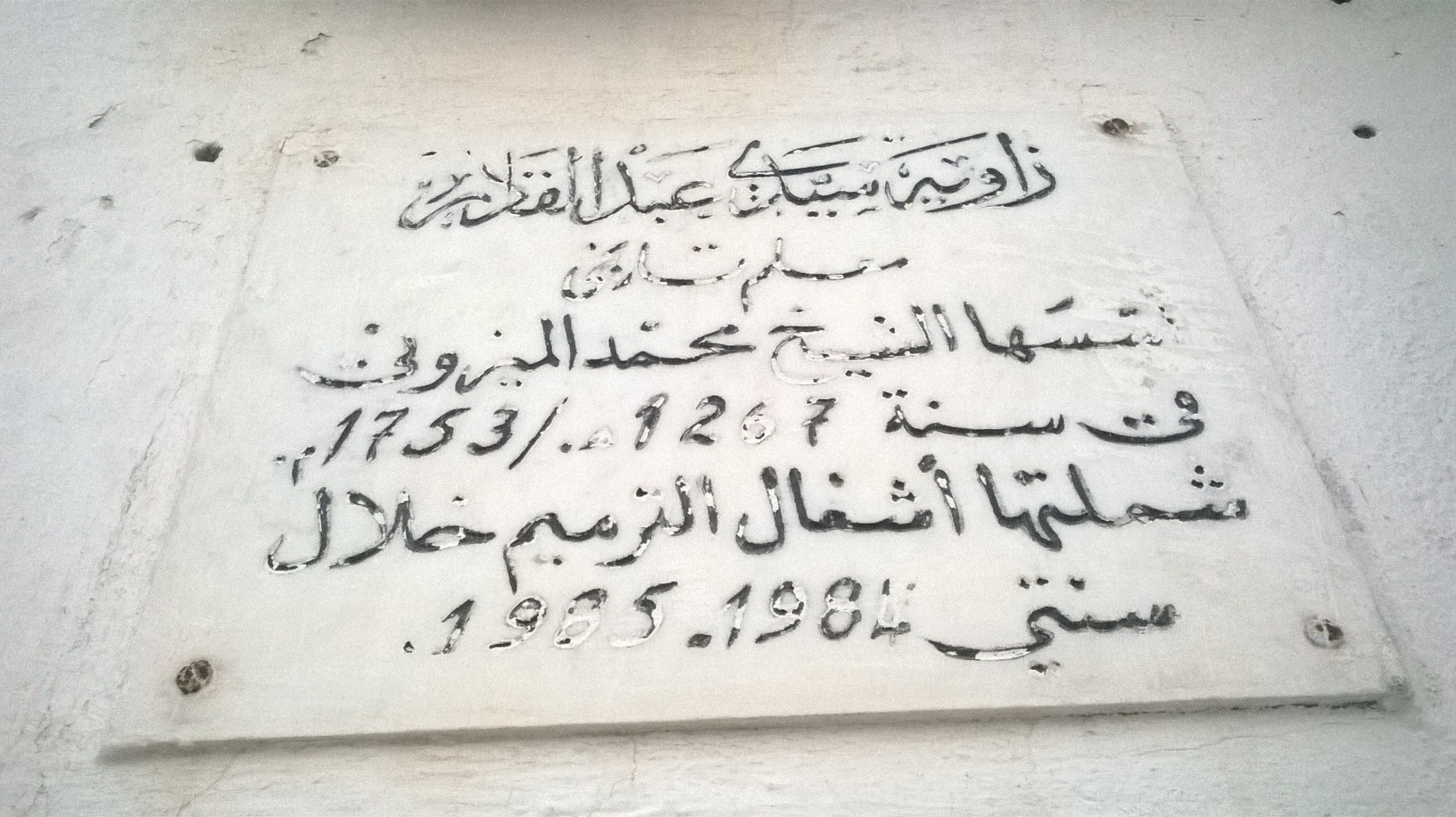
2 زاوية سيدي عبدالقادر

تقع الزّاوية بنهج الدّيوان عدد 16.

## التّسمية
سُمّيت بذلك نسبة إلى  الولي الصالح عبد القادر الجيلاني، وٌلد في 11 ربيع الثاني وهو الأشهر سنة 470 هـ الموافق 1077م، وهناك خلاف في محل ولادته.

## التّاريخ
تمّ تأسيس هذه الزاوية سنة 1267 هجري الموافق لسنة 1753 ميلادي وقد أسّسها الشّيخ محمّد الميزوني وهو شيخ من شيوخ الطّريقة القادريّة وجعل منها مدرسة لتعزيز طريقته.